# San Mamés de Abar
San Mamés de Abar es un pueblo situado en la provincia de Burgos, comunidad autónoma de Castilla y León (España), situado en la comarca de El Tozo, comarca administrativa de Páramos-Las Loras, ayuntamiento de Basconcillos del Tozo.
Limita:
- Norte: Basconcillos

- Sur: Fuencalenteja

- Este: La Rad

- Oeste: Solanas de Valdelucio

## Vías de comunicación
Partiendo de Basconcillos desde la   N-627 , se coge la carretera  BU-V-6229  que llega hasta este pueblo.

## Estructura urbana
La trama urbana aparece muy consolidada. Son calles estrellas, manzanas compactas con edificaciones con patios, cercados por muros de piedra.
Por lo general las parcelas son pequeñas con frentes de fachada inferiores a 10 metros, y de gran fondo.
Es la típica de los pueblos de este contorno como se puede apreciar en sus casas.
Con respecto a la iglesia, se sitúa en el lado sur del pueblo. La actual sustituye a una primitiva románica de la que se reaprovecharon algunos elementos como muros del presbiterio y los capiteles del arco, decorados con hojas planas que se rematan en frutos. En origen, el presbiterio estaba decorado con arquerías ciegas. Todo ello permite señalar una cronología cercana a las primeras décadas del siglo XIII. 
También se debe citar la existencia de una pila bautismal románica.

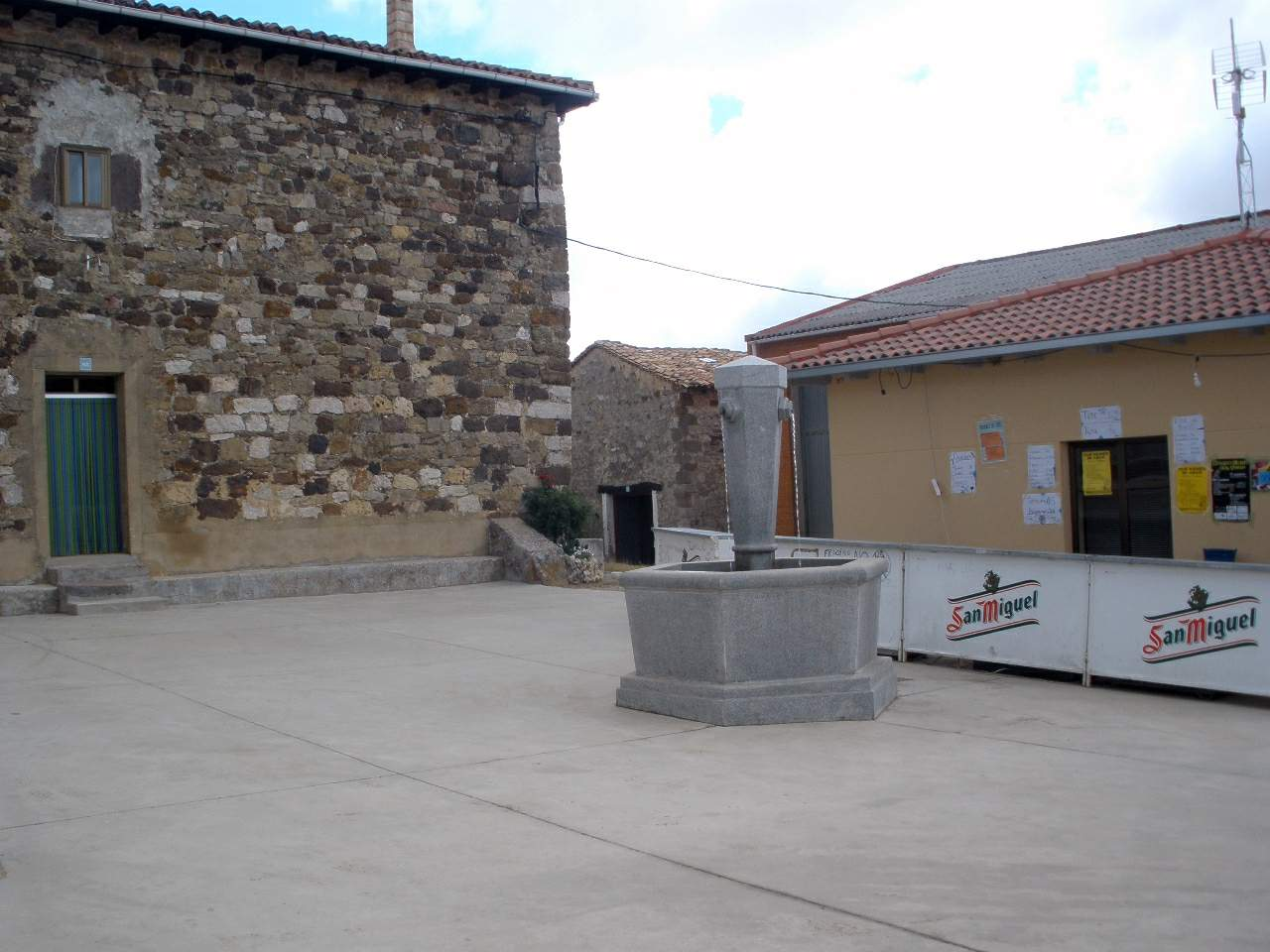
Urbanismo

## Economía
La economía se basa en la agricultura que se fundamenta en el cultivo de la patata, y en menor medida del secano, fundamentalmente trigo y cebada.
Existen infraestructuras de regadío para los cultivos de patata. En diferentes variedades de consumo y siembra.
Es esta una de las pocas zonas productoras de España, pues en este caso, el fresco clima veraniego permite obtener un producto de calidad, exento de virosis y enfermedades degenerativas, tan frecuentes en la patata.
Carece de actividad industrial.

## Geografía
Los sondeos petrolíferos han puesto en evidencia una gran complejidad en la zona. Tal estructura está asociada al “anticlinal de San Mamés de Abar”.  Son terreno originados en la era Mesozoica. El predominio corresponde al periodo Cretácico Superior e Inferior. El Superior corresponde al área más elevada, próxima a La Lora; el Inferior al área más llana
Al norte está La Lora. Páramo bastante extenso con una altitud media de 1000 m.
Al borde del "sinclinal de La Lora" con predominio de las rocas sedimentarias de tipo calizo.
Por sus características, en algún lugar favorable existe turbera natural.
Por tanto San Mamés de Abar está situado en una zona de geografía variada donde se mezclan zonas llanas y relieves de pequeñas elevaciones, de sierras y parameras.
Es una zona de transición a la montaña y ello se ve reflejado en el clima semi-húmedo y frío, con inviernos fríos, duros y largos, con abundancia de nieves y heladas, y veranos cortos y secos, con gran oscilación térmica. La lluvia, bastante abundante, queda muy repartida estacionalmente, con la excepción de un periodo más seco de julio y agosto.

## Hidrografía
En el terreno de este pueblo está la divisoria de aguas de la vertiente atlántica y la mediterránea. 
- Al oeste vierten las aguas formando el río Lucio que discurre hacia el río Pisuerga.

- Las del suroeste van hacia el río Odra y las del este y sureste hacia el río Úrbel.

Tanto el Odra como el Úrbel vierten sus aguas a otros ríos que confluyen en el Duero.
- Próxima al pueblo está la laguna del Reverdido.

### Río Urón
Hacia el norte van otras aguas que acaban en el mar Mediterráneo. Aquí nace el Rudrón, primer afluente importante del Ebro.

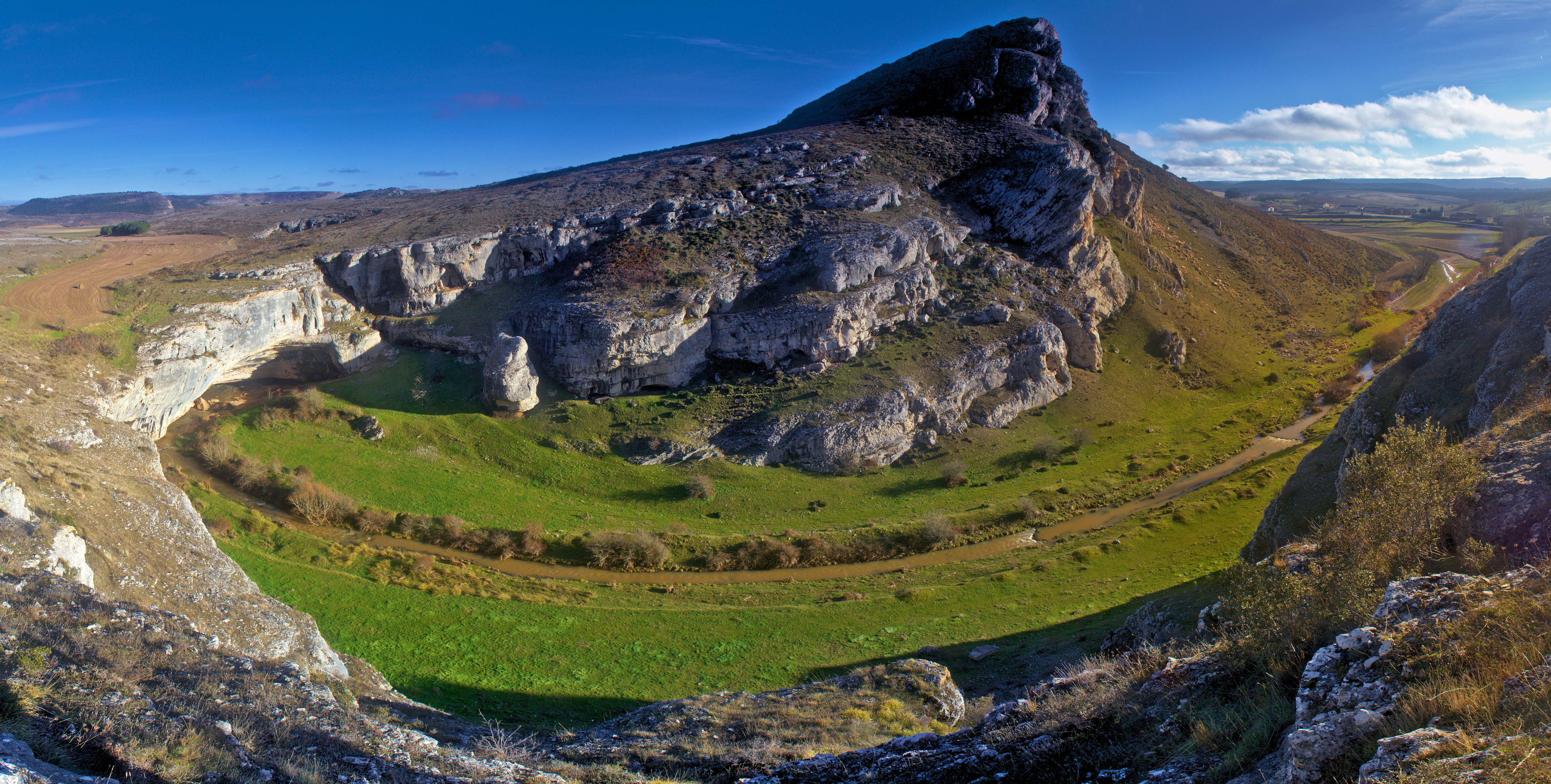
Cueva del Agua. El río Urón se mueve en dirección derecha a izquierda, como se muestra en la imagen, horadando el sistema kárstico cuya entrada se observa a la izquierda. El río sale por la zona situada al fondo e izquierda de la imagen ya con el nombre de río Rudrón.

El Rudrón nace en Fuente Abar, que con poca agua discurre hacia el norte hasta llegar a Basconcillos. Ya en ese pueblo, ha horadado la alineación base del páramo de La Lora a través de millones y millones de años convirtiéndose en río subterráneo durante más de 3 km. volviendo a aparecer en Barrio Panizares.
En este pueblo y en El Tozo se le denomina río Urón. Desde Barrio Panizares hasta su desembocadura en el Ebro en Valdelateja se le denomina Rudrón, siendo referencia para denominar a otros pueblos como Santa Coloma del Rudrón, Bañuelos del Rudrón, Tablada del Rudrón y San Felices del Rudrón.

## Historia
El pueblo tiene su origen en la Alta Edad Media, aunque toda esta zona estaba poblada en la prehistoria y época romana.
La repoblación está asociada con el nuevo método de producción de base feudal basado en el sector primario: agricultura, ganadería y explotación forestal, que trae anejo la generación de sucesivos núcleos de población que pueden haber surgido de modo espontáneo por sus pobladores o generados por los estamentos privilegiados sea la nobleza o el clero.

En San Mamés de Abar, inserta en el alfoz de Panizares, se encontraba un espacio de carácter ganadero que era utilizado por los habitantes del territorio, pero que tras la señorialización de la aldea, que desde 1221 pertenece al obispo de Burgos, perdió ese carácter.

En los siglos posteriores son de sucesiva adaptación a cambios propios de cada época.

### Edad Moderna
Lugar que formaba parte de la Cuadrilla del Tozo en el Partido de Villadiego. Durante el periodo comprendido entre 1785 y 1833, en el Censo de Floridablanca de 1787, jurisdicción de señorío siendo su titular el duque de Frías, alcalde pedáneo.

### Edad Contemporánea
Así se describe este pueblo en 1827: 

A.P. 42 vecinos, 167 habitantes, 1 parroquia. Situado en terreno arenoso y muy delgado, que produce trigo alaga mocho, algunas legumbres y mucha yerba segada. Los principales ramos de su riqueza son el ganado vacuno, lanar, cabrio, de cerda y caballar. Su suelo da mucho brezo muy corto, mucha gayuba, pero pocos árboles.

En el censo de 1842 contaba con 18 hogares y 64 vecinos.
Entre el censo de 1857 y el anterior, este municipio desaparece porque se integra en el municipio Basconcillos del Tozo.
- Siglos XIX-XX

ABAR (S. MAMES DE): 1. con ayunt. en la prov., aud. terr., c. g. y dióc. de Burgos (9 leg.) part. jud., de Villadiego (3): SIT. en terreno arenoso muy delgado, combatido libremente por todos los vientos, lo cual unido á su despejada atmósfera y dilatado horizonte, hace que su CLIMA sea sano, sin que se conozcan más enfermedades que las estacionales. Se compone de 23 CASAS de mediana construcción, y de una igl. parr. servida por un cura párroco: su suelo da mucho brezo, mucha gayuba y algunos árboles. PROD. trigo, alaya, legumbres y bastante yerba regadía; cría ganado vacuno, lanar, cabrio, de cerda y caballar. POBL. 18 v e c: 64 alm.; CAP. PROD. 197,600
r s.; IMP. 18,308; CONTR. 2309 r s. 4 mrs. Pascual Madoz

## Origen del nombre "Abar"
El nombre o voz "abar" aparece en el diccionario euskara-castellano "3000 hiztegia" con la traducción castellana de "borbotón o borbollón". 
La existencia en el municipio de una fuente natural, llamada Fuente Abar, la cual mana a borbotones, indica que Abar es un topónimo original y propio de una población de lengua euskérica/ibérica. El nombre de San Mamés sería obviamente una añadidura posterior de la romanización/cristianización.
La toponimia circundante apoya esta tesis vascoibérica para el origen de "abar". Así, "Basconcillos del Tozo" (población vecina) hace clara referencia a un origen étnico/cultural vasco/vascuence (de ahí el apelativo "Báscones" o "Basconcillos"), una identidad claramente euskérica pues, de pobladores ancestrales del lugar, los íberos.
Las especulaciones que han tendido a pretender transformar artificiosamente "Abar" en "Abad" quedan en evidencia, así como definitivamente descartadas, al reconocer el descubrimiento de la concordancia toponímica euskérica con la peculiaridad del rasgo natural que determinó en toda lógica el primer asentamiento humano en el lugar: la surgencia hídrica denominada tradicionalmente Fuente Abar.

## Elementos de interés
- Iglesia parroquial de  San Mamés
- Casona I
- Casona II
- Casa